# Allen Garfield
Allen Garfield (* 22. November 1939 in Newark, New Jersey als Allen Goorwitz; † 7. April 2020 in Los Angeles, Kalifornien) war ein US-amerikanischer Schauspieler.

## Leben
Garfield wurde 1939 als Sohn von Alice und Philip Goorwitz in Newark geboren. Dort absolvierte er auch die High School. Bevor Garfield Schauspieler wurde, arbeitete er als Sportreporter und Amateurboxer bei den Golden Gloves. Bei Lee Strasberg und Elia Kazan studierte er am Actors Studio in New York City Schauspielerei. Bevor er zum Fernsehen kam, trat er auf der Theaterbühne auf. Er spielte in rund 100 Film- und Serienproduktionen, wobei er besonders häufig auf schmierig und korrupt wirkende Geschäftsmänner oder Politiker besetzt wurde.
Der Schauspieler wirkte an mehreren Filmklassikern des New-Hollywood-Kinos mit, so an der Seite von Gene Hackman als einer der Überwachungsspezialisten in Francis Ford Coppolas Der Dialog (1974) sowie als Ehemann und Manager einer berühmten Countrysängerin in Robert Altmans Filmepos Nashville (1975). Einen witzigen Kurzauftritt hatte er in Woody Allens Bananas (1971) als Christus-ähnliche Figur, die einen Parkplatz für ihr Kreuz sucht. 1976 war er in der Filmbiografie Gable und Lombard als MGM-Gründer Louis B. Mayer zu sehen. Er pendelte immer wieder zwischen größeren Hollywood-Produktionen, so als inkompetenter Polizeichef in der Actionkomödie Beverly Hills Cop II (1987), und Independent-Filmen – etwa mit seinen Auftritten in den Wim-Wenders-Filmen Der Stand der Dinge (1982) und Bis ans Ende der Welt (1991).
Garfield war auch als Schauspiellehrer tätig, beispielsweise unterrichtete er Quentin Tarantino. Kurz vor den Dreharbeiten zu Die neun Pforten (1999) von Roman Polański erlitt Garfield einen Schlaganfall, der sein Gesicht teilweise lähmte, er arbeitete aber in den folgenden Jahren dennoch weiter als Schauspieler. Nach einem zweiten Schlaganfall im Jahr 2004 musste er sich von der Schauspielerei zurückziehen und lebte seitdem im Motion Picture & Television Country House, einem Alters- und Pflegeheim speziell für Filmschaffende in Los Angeles. Er starb im April 2020 im Alter von 80 Jahren während der COVID-19-Pandemie an den Folgen einer SARS-CoV-2-Infektion.

## Filmografie (Auswahl)
- 1968: Greetings – Grüße (Greetings)
- 1970: Hi, Mom!
- 1970: Hilfe, ich habe Erfolg! (Get to Know Your Rabbit)
- 1970: Taking Off
- 1970: Die Eule und das Kätzchen (The Owl and the Pussycat)
- 1971: Bananas
- 1971: Cry Uncle
- 1971: Die Organisation (The Organization)
- 1972: Bill McKay – Der Kandidat (The Candidate)
- 1973: Slither
- 1974: Spur der Gewalt (Busting)
- 1974: Extrablatt (The Front Page)
- 1974: Der Dialog (The Conversation)
- 1975: Nashville
- 1976: C.R.A.S.H. (Mother, Jugs and Speed)
- 1976: Sag ja zur Liebe (Gable and Lombard)
- 1978: Das große Dings bei Brinks (The Brink’s Job)
- 1978: Skateboard: Der Film
- 1980: Der lange Tod des Stuntman Cameron (The Stunt Man)
- 1981: Zwei wie Katz und Maus (Continental Divide)
- 1982: Der Stand der Dinge
- 1982: Einer mit Herz (One from the Heart)
- 1983: Der schwarze Hengst kehrt zurück (The Black Stallion Returns)
- 1983: Das Haus (Trial by Terror)
- 1983: Get Crazy
- 1984: Triple Trouble (Irreconcilable Differences)
- 1984: Cotton Club (The Cotton Club)
- 1984: Die Aufsässigen (Teachers)
- 1986: Killer in the Mirror
- 1986: Sins (Miniserie, Folge 4)
- 1987: Beverly Hills Cop II
- 1989: Alles auf Sieg (Let it ride)
- 1990: Dick Tracy
- 1991: Bis ans Ende der Welt
- 1991: Law & Order (Fernsehserie, Folge 2x16)
- 1993: Staatsauftrag: Mord (Les Patriotes)
- 1993: Family Affairs – Mein Vater der Spieler (Family Prayers)
- 1993: Cyborg 2
- 1994: Chicago Hope (Fernsehserie, 4 Folgen)
- 1995: Wild Side
- 1995: Stuart Stupid – Eine Familie zum Kotzen (Stuart Saves His Family)
- 1996: Diabolisch (Diabolique)
- 1996: Crime of the Century
- 1997: Obsession
- 1997: Dharma & Greg (Fernsehserie, Folge 1x13)
- 1999: Die neun Pforten (The Ninth Gate)
- 2000: The Elf Who Didn’t Believe
- 2000: The West Wing (Fernsehserie, Folge 2x02)
- 2001: The Majestic
- 2002: White Boy